# Julie Boulet
Pour les articles homonymes, voir Boulet (homonymie).
Julie Boulet, née le 16 juin 1959 à Saint-Tite, est une femme politique québécoise. Députée à l'Assemblée nationale du Québec, elle représente la circonscription de Laviolette sous la bannière du Parti libéral. Elle a été ministre des Transports, ministre de l'Emploi et de la solidarité sociale et ministre responsable de la région de la Mauricie dans le gouvernement de Jean Charest. 
De 2016 à 2018, elle est ministre du Tourisme et ministre responsable de la région de la Mauricie dans le gouvernement de Philippe Couillard.
Elle est la sœur du ministre Jean Boulet.

## Biographie
Julie Boulet a obtenu son baccalauréat en pharmacie en 1986, à l'Université Laval. 
Elle se présente comme candidate du Parti libéral du Canada dans Champlain aux élections fédérales de 2000. Elle n'est cependant pas élue.
À la suite de sa victoire lors d'une élection partielle dans la circonscription de Laviolette en 2001, elle devient députée à l'Assemblée nationale.
Julie Boulet fut réélue en 2003, puis en 2007. D'avril 2003 à mai 2003, elle occupa les postes de ministre responsable de la région de la Mauricie et du Centre-du-Québec, ministre déléguée à la Santé et à la Condition des Aînés et ministre déléguée à la Santé, aux Services sociaux et à la Condition des Aînés. En septembre 2003, elle se vit de nouveau confier le poste de ministre responsable de la région de la Mauricie. Aussi, elle fut nommée ministre déléguée aux Transports, fonction qu'elle occupa jusqu'en avril 2007, soit jusqu'à ce qu'elle devienne ministre titulaire de ce dernier portefeuille, puis, en août 2010, elle occupe le poste de Ministre à l'Emploi et de la solidarité sociale.
Elle est nommée ministre du Tourisme par le premier ministre Philippe Couillard en janvier 2016. Pour les élections de 2018, on annonce que sa circonscription de Laviolette sera fusionnée avec celle de Saint-Maurice, dont le député est Pierre Giguère, lui aussi libéral. Elle exige du chef de son parti qu'il tranche le conflit en sa faveur pour qu'elle soit candidate de la nouvelle circonscription. Philippe Couillard accepte en février, mais la députée annonce en mai qu'elle ne se représentera pas.
Elle est récipiendaire, en 2005, de la Médaille de l'Assemblée nationale.

## Scandales

### Infraction au code de déontologie de l'Ordre des pharmaciens
Au printemps 2003, Julie Boulet a offert des avantages financiers à des médecins en leur offrant un loyer gratuit dans les locaux de sa pharmacie située à Saint-Tite en Mauricie. Or, l'article 53 du code de déontologie des pharmaciens du Québec interdit formellement ce genre de pratique qui induit un conflit d'intérêts marqué entre médecin et pharmacien. Malgré le verdict confirmant la faute éthique commise par Mme Boulet, l'ordre des pharmaciens du Québec jugera inutile de prendre des mesures coercitives.

### Convocation par la commission Charbonneau
En mai 2014, la commission Charbonneau convoque l'ex-ministre des transports pour répondre d'un certain nombre d'irrégularités soulevées en 2009 par le vérificateur général du Québec Renaud Lachance, des irrégularités commises durant le mandat de Mme Boulet alors ministre. M. Lachance dresse une longue liste dont un cas particulier, celui de la firme ABC Rive-Nord appartenant au confrère Libéral de Mme Boulet, David Whissell. La firme du député Whissell aura reçu un contrat après une intervention directe du ministère des transports ayant consisté à contourner son propre processus d'appel d'offre en faveur de l'entreprise. Le ministère de Mme Boulet prétendra qu'il n'y avait pas compétition pour justifier son geste alors que c'était pourtant le cas, a pu rétablir le vérificateur.
De retour en Chambre, le 26 mai 2014, elle adresse un doigt d'honneur au député Stéphane Bergeron qui lui posait une question à propos de son passage devant la commission Charbonneau, un geste sans précédent à l'Assemblée nationale. Interrogée par la presse sur son geste, elle présente des excuses au député de Verchères, justifiant de sa fatigue après son audition.